# Unheard Music Series
Unheard Music Series is een onafhankelijk Amerikaans platenlabel, waarop vooral free jazz-platen opnieuw worden uitgegeven. Het label, een imprint van Atavistic Records, werd in 2000 in Chicago opgericht. 
Het label richt zich vooral op muziek uit de jaren zestig en zeventig. Het gaat hier om eerder uitgegeven platen, vooral van het Duitse label FMP, maar ook om niet eerder uitgebracht materiaal. Het idee voor het label ontstond nadat schrijver en producer John Corbett een fellowship kreeg, om onderzoek te doen in Duitse radio-archieven. Het label stelde zich ten doel om met materiaal uit de radio-archieven, privé-opnames, verzamelingen van zeldzame platen en niet uitgebrachte sessies platen uit te geven, in samenwerking met de musici.
Artiesten wier werk op het label (opnieuw) uitkwam zijn Joe McPhee, Peter Brötzmann, Sun Ra, Fred Anderson, Alexander von Schlippenbach, Steve Lacy, Manfred Schoof, Han Bennink en Leo Cuypers.